# The Outernational Sound
The Outernational Sound – remix album Thievery Corporation, wydany w 2004 roku w Stanach Zjednoczonych przez Eighteenth Street Lounge Music.

## Historia albumu

### Wydania
Album The Outernational Sound został wydany 29 czerwca 2004 roku w Stanach Zjednoczonych przez Eighteenth Street Lounge Music jako CD.

## Charakterystyka muzyczna albumu
Thievery Corporation skompilowali swój didżejski mix z hipnotycznych nagrań z relaksującymi rytmami, elektronicznymi teksturami i całym spektrum międzynarodowych wpływów. W zbiorze tym znalazł się zarówno melodyjny, latynoamerykański utwór „Ya Ma Le” Gimmicksa (z gruchawkami i rytmem perkusji), jak i przyjemny, klubowy „Under My Sensi” Boozoo Bajou, nowoorleański funk „Cramp Your Style” Breakestry czy północnoindyjski drone „Within You Without You”Alan Lorber Orchestra (z pulsującym sitarem w roli głównej). Składankę uzupełnił „The Richest Man In Babylon” (z albumu Thievery Corporation o tej samej nazwie, który spotkał się z szerokim uznaniem), tutaj zremiksowany przez G-Corp.

Te utwory są po prostu jednymi z naszych ulubionych na przestrzeni ostatnich kilku lat.

## Lista utworów
Lista utworów i informacje na podstawie Discogs:
| Nr  | Tytuł utworu                             | Oryginalny wykonawca    | Długość |
| --- | ---------------------------------------- | ----------------------- | ------- |
| 1.  | „International Flight”                   | David Snell             | 1:55    |
| 2.  | „Ya Ma Le”                               | Gimmicks                | 2:18    |
| 3.  | „Vai Vai”                                | Thunderball             | 3:10    |
| 4.  | „Chez Roger Boite Funk”                  | Troublemakers           | 2:36    |
| 5.  | „3 Play It Cool”                         | Crazy Penis             | 3:35    |
| 6.  | „Slow Hot Wind”                          | Block 16                | 2:46    |
| 7.  | „Under My Sensi (Thievery Corp. Remix)”  | Boozoo Bajou            | 3:28    |
| 8.  | „Lagos Communique”                       | Thievery Corporation    | 3:58    |
| 9.  | „Sea Groove”                             | Big Boss Man            | 3:44    |
| 10. | „Cookin' (Version)”                      | Beatfanatic             | 3:16    |
| 11. | „Cramp Your Style”                       | Breakestra              | 2:09    |
| 12. | „Simbarere”                              | Antonio Carlos Jocafi   | 2:33    |
| 13. | „Re-Return Of The Original Artform”      | Major Force             | 3:31    |
| 14. | „Shall We Dance”                         | Karminsky Experience    | 2:37    |
| 15. | „Within You Without You”                 | Alan Lorber Orchestra   | 2:06    |
| 16. | „Mathar (Discovery Of India Mix)”        | Indian Vibes            | 3:51    |
| 17. | „Expo In Tokyo”                          | Alan Moorhouse          | 2:10    |
| 18. | „My French Brother”                      | Bobby Hughes Experience | 3:51    |
| 19. | „Richest Man In Babylon (G-Corp. Remix)” | Thievery Corporation    | 5:40    |
| 20. | „Better Must Come”                       | Delroy Wilson           | 2:49    |
|     |                                          |                         | 1:02:03 |

### Personel
- Thievery Corporation – DJ Mix
- Neal Ashby – projekt, ilustracja
- Alex Solomson – zdjęcia
- Chris (Stone) Garrett – nagrywanie, remastering

## Odbiór

### Opinie krytyków
| Oceny łączne      | Oceny łączne |
| Publikacja        | Ocena        |
| ----------------- | ------------ |
| Album of the Year | 50/100       |
| Recenzje          |              |
| Publikacja        | Ocena        |
| All About Jazz    | Recommended  |
| AllMusic          | 3/5 gwiazdek |
| laut.de           | [ 5 ]        |
| RYM               | 3.54/5       |
| Sputnikmusic      | 3.1/5        |

Redakcja magazynu PopMatters w swojej recenzji zauważa, iż „Thievery Corporation tańczą płynnie między dwoma światami; światem DJ-ów chwytających nagrania i drugim, jako autentycznych producentów płytowych”. Album The Outernational Sound należy, zdaniem redakcji, do tego drugiego. „Jest to muzyka, której można by słuchać, spędzając dzień (lub noc, co bardziej prawdopodobne) z Thievery Boys, obserwując, jak z wielką intensywnością przeglądają swoją muzyczną bibliotekę. Outernational płynnie przechodzi od jazzu do muzyki wschodniej, idealnie wskakuje w breakbeat, a następnie leniwie płynie w dub”. 
„Nie ma dziś innego talentu, który potrafiłby połączyć tak różne światy muzyczne i sprawić, by to zadziałało” – twierdzi redakcja. 
Noel Dix z Exclaim! zarzuca zespołowi brak postępu w zakresie umiejętności miksowania, i to pomimo upływu pięciu lat od wydania didżejskiego mixu w ramach serii DJ Kicks. Zauważa jednak, że ma to zarówno pewne zalety, jak i wady. Zaletą jest, iż: „mamy gwarancję przyjemnego miksu od Roba i Erica. Thievery Corporation bierze światowe rytmy ze swoich półek [kolekcji płytowych] mieszając je z gładkimi tanecznymi numerami i funkową błogością i rekompensując z nawiązką swój brak umiejętności”. Wadą jest z kolei to, iż „ten mix to większości jednak muzyka tła, (…) nie ma tu zbyt wielu emocji”, pomimo iż Thievery „wie jak od czasu do czasu rozkręcić imprezę”.
Według Davida Jeffriesa z AllMusic „The Outernational Sound jest dowodem na to, że Thievery Corporation jest świetny, zna się na rzeczy i ma wspaniały gust”. Ale in on zauważa, iż „miks nie jest płynny, a niektóre przejścia są wręcz drażniące”.
Martina Schmid z laut.de uważa natomiast, iż The Outernational Sound to „płaska, ociężała, jakoś mało porywająca, dziwaczna mieszanka chill outu, jazzu, funku, od czasu do czasu przerywana dźwiękami sitaru („Mathar” Indian Vibes), hip-hopowymi
beatami i samplami (Major Force), brzmieniami afro i reggae (Antonio Carlos Jocafi, Delray Wilson), czy delikatnym drum and bassem (Thunderball)”. Recenzję podsumowuje oczekiwaniem na „kolejną, własną produkcję tej dwójki”.

### Listy tygodniowe
| Kraj              | Lista                               | Pozycja |
| ----------------- | ----------------------------------- | ------- |
| Francja           | SNEP                                | 108     |
| Stany Zjednoczone | Dance/Electronic Albums (Billboard) | 3       |
| Stany Zjednoczone | Heatseekers Albums (Billboard)      | 18      |
| Stany Zjednoczone | Independent Albums (Billboard)      | 20      |